# Piaggio P.XV
Il Piaggio P.XV (15) era un motore aeronautico radiale 18 cilindri a doppia stella raffreddato ad aria prodotto dall'azienda italiana Rinaldo Piaggio S.p.A. negli anni quaranta.
Venne costruito su licenza anche dalle Officine Meccaniche Reggiane.

## Descrizione tecnica
Il Piaggio P.XV RC 60/27 era un radiale doppia stella a 18 cilindri posti su due file e raffreddato ad aria, dotato di compressore centrifugo e riduttore a due velocità. Il motore erogava al decollo 1.700 h.p.
A quota di 1.700 m erogava 1.650 h.p. (prima velocità) mentre a quota di 5.900 metri erogava 1.500 h.p. (seconda velocità).

## Versioni
P.XV RC.15/60

P.XV RC.24/60

P.XV RC.60/27

## Velivoli utilizzatori
Italia
- Breda BZ 303
- CANT Z.1018
- Piaggio P.119
- Piaggio P.133